# Sojuz TMA-7
Sojuz TMA-7 (ryska: Союз ТMA-7) var en flygning i det ryska rymdprogrammet. Flygningen gick till Internationella rymdstationen (ISS).
Farkosten sköts upp från Kosmodromen i Bajkonur med en Sojuz-FG-raket, den 1 oktober 2005. Man dockade med rymdstationen den 3 oktober 2005.
Den 18 november 2005 flyttade man farkosten från Pirs-modulens nadirport till Zarja-modulens nadirport.
Den 20 mars 2006 flyttade man farkosten från Zarja-modulens nadirport till Zvezda-modulens akterport.
Man lämnade rymdstationen den 8 april 2006. Några timmar senare återinträdde den i jordens atmosfär och landade i Kazakstan.
I och med att farkosten lämnade rymdstationen var Expedition 12 avslutad.